# Ascogaster vivida
Ascogaster vivida är en stekelart som beskrevs av Baker 1926. Ascogaster vivida ingår i släktet Ascogaster och familjen bracksteklar. Inga underarter finns listade.